# Tabanac
Tabanac est une commune du Sud-Ouest de la France, située dans le département de la Gironde, en région Nouvelle-Aquitaine.

## Géographie

### Localisation
Commune de l'aire d'attraction de Bordeaux et de son unité urbaine, Tabanac est située dans la région naturelle de l'Entre-deux-Mers.

### Communes limitrophes
Les communes limitrophes sont Saint-Genès-de-Lombaud, Castres-Gironde, Portets, Baurech, Beautiran, Haux et Le Tourne.
|                           |         | Saint-Genès-de-Lombaud |
| Baurech                   | Tabanac | Haux Le Tourne         |
| Beautiran Castres-Gironde | Portets |                        |

### Climat
Pour des articles plus généraux, voir Climat de la Nouvelle-Aquitaine et Climat de la Gironde.
Historiquement, la commune est exposée à un climat océanique aquitain.  
En 2020, Météo-France publie une typologie des climats de la France métropolitaine dans laquelle la commune est exposée à un climat océanique et est dans la région climatique  Aquitaine, Gascogne, caractérisée par une pluviométrie abondante au printemps, modérée en automne, un faible ensoleillement au printemps, un été chaud (19,5 °C), des vents faibles, des brouillards fréquents en automne et en hiver et des orages fréquents en été (15 à 20 jours).
Pour la période 1971-2000, la température annuelle moyenne est de 12,7 °C, avec une amplitude thermique annuelle de 15,1 °C. Le cumul annuel moyen de précipitations est de 864 mm, avec 11,9 jours de précipitations en janvier et 5,8 jours en juillet. Pour la période 1991-2020, la température moyenne annuelle observée sur la station météorologique la plus proche, située sur la commune de Cadaujac à 11 km à vol d'oiseau, est de 13,8 °C et le cumul annuel moyen de précipitations est de 918,3 mm,. Pour l'avenir, les paramètres climatiques de la commune estimés pour 2050 selon différents scénarios d’émission de gaz à effet de serre sont consultables sur un site dédié publié par Météo-France en novembre 2022.

## Urbanisme

### Typologie
Au 1er janvier 2024, Tabanac est catégorisée commune rurale à habitat dispersé, selon la nouvelle grille communale de densité à sept niveaux définie par l'Insee en 2022.
Elle appartient à l'unité urbaine de Bordeaux, une agglomération intra-départementale regroupant 73  communes, dont elle est une commune de la banlieue,,. Par ailleurs la commune fait partie de l'aire d'attraction de Bordeaux, dont elle est une commune de la couronne,. Cette aire, qui regroupe 275 communes, est catégorisée dans les aires de 700 000 habitants ou plus (hors Paris),.

### Occupation des sols

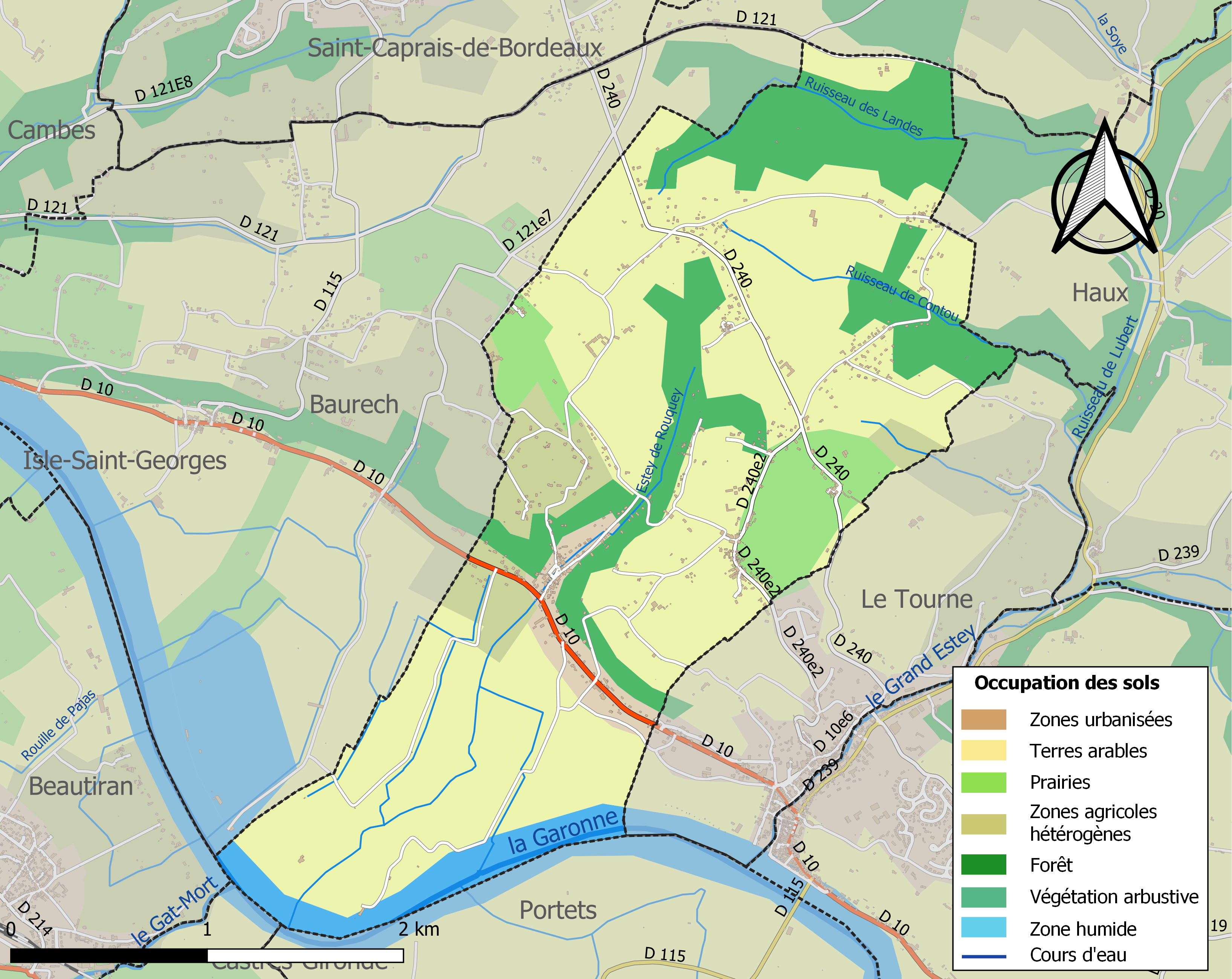
Carte des infrastructures et de l'occupation des sols de la commune en 2018 (CLC).

L'occupation des sols de la commune, telle qu'elle ressort de la base de données européenne d’occupation biophysique des sols Corine Land Cover (CLC), est marquée par l'importance des territoires agricoles (73,4 % en 2018), en augmentation par rapport à 1990 (67,9 %). La répartition détaillée en 2018 est la suivante : 
cultures permanentes (51,6 %), forêts (19,2 %), terres arables (8,7 %), prairies (7,1 %), zones agricoles hétérogènes (6 %), eaux continentales (4,4 %), zones urbanisées (3 %). L'évolution de l’occupation des sols de la commune et de ses infrastructures peut être observée sur les différentes représentations cartographiques du territoire : la carte de Cassini (XVIIIe siècle), la carte d'état-major (1820-1866) et les cartes ou photos aériennes de l'IGN pour la période actuelle (1950 à aujourd'hui).

### Risques majeurs
Le territoire de la commune de Tabanac est vulnérable à différents aléas naturels : météorologiques (tempête, orage, neige, grand froid, canicule ou sécheresse), inondations, mouvements de terrains et séisme (sismicité faible). Un site publié par le BRGM permet d'évaluer simplement et rapidement les risques d'un bien localisé soit par son adresse soit par le numéro de sa parcelle.
Certaines parties du territoire communal sont susceptibles d’être affectées par le risque d’inondation par débordement de cours d'eau, notamment la Garonne et le Gat mort. La commune a été reconnue en état de catastrophe naturelle au titre des dommages causés par les inondations et coulées de boue survenues en 1982, 1999, 2009, 2013, 2014 et 2021,.
Les mouvements de terrains susceptibles de se produire sur la commune sont des affaissements et effondrements liés aux cavités souterraines (hors mines) et des éboulements, chutes de pierres et de blocs. Par ailleurs, afin de mieux appréhender le risque d’affaissement de terrain, un inventaire national permet de localiser les éventuelles cavités souterraines sur la commune.

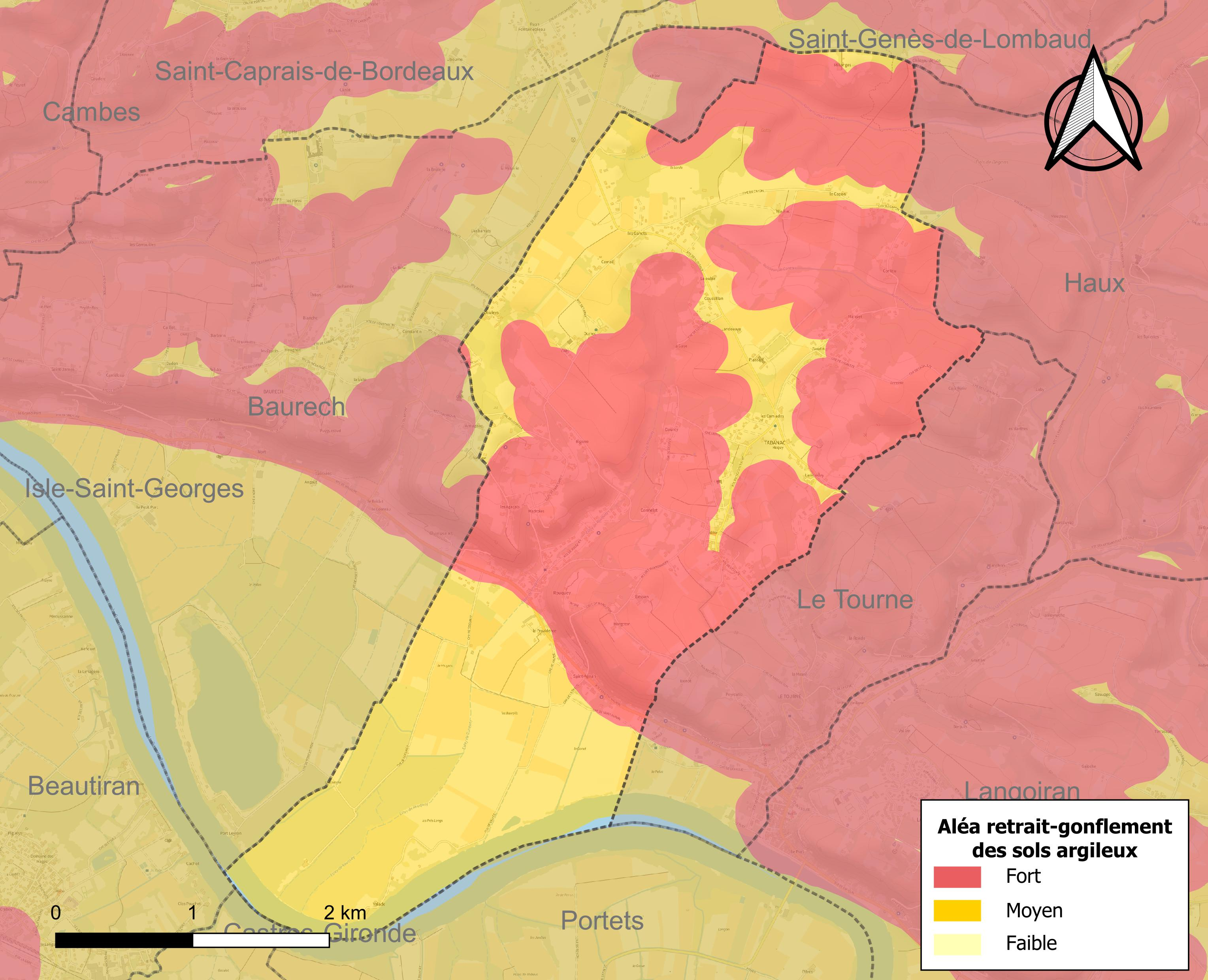
Carte des zones d'aléa retrait-gonflement des sols argileux de Tabanac.

Le retrait-gonflement des sols argileux est susceptible d'engendrer des dommages importants aux bâtiments en cas d’alternance de périodes de sécheresse et de pluie. 99,8 % de la superficie communale est en aléa moyen ou fort (67,4 % au niveau départemental et 48,5 % au niveau national). Sur les 472 bâtiments dénombrés sur la commune en 2019, 472 sont en aléa moyen ou fort, soit 100 %, à comparer aux 84 % au niveau départemental et 54 % au niveau national. Une cartographie de l'exposition du territoire national au retrait gonflement des sols argileux est disponible sur le site du BRGM,.
Concernant les mouvements de terrains, la commune a été reconnue en état de catastrophe naturelle au titre des dommages causés par la sécheresse en 2003, 2011 et 2017 et par des mouvements de terrain en 1999.

## Toponymie
La commune tient son nom de l'anthroponyme gallo-romain Tavanus avec le suffixe locatif -acum.
En gascon, le nom de la commune est Tavanac.

## Histoire
De nombreux vestiges néolithiques et gallo-romains attestent de l’ancienneté du site. La découverte, dans le cimetière, d’un sarcophage de marbre aux décors dits de « l’école d’Aquitaine » datant du VIe siècle assure de l’ancienneté de la paroisse. Au Moyen Âge, il compte de nombreux fiefs relevant de la prévôté de l’Entre-deux-Mers. Dès le XIe siècle, Tabanac est le siège d’une importante seigneurie. Dès l’an 1000, il est fait mention de Gérard de Tabanac puis Arnaud de Tabanac, archevêque de Bordeaux de 1103 à 1135. Après lui a vécu Arcin de Tabanac, moine à l'abbaye de La Sauve-Majeure.
À la Révolution, la paroisse Notre-Dame de Tabanac forme la commune de Tabanac.
Au cours de la période de la Convention nationale (1792-1795), la commune a adopté le nom révolutionnaire de Coteau-Libre.

## Politique et administration
La commune de Tabanac fait partie de l'arrondissement de Bordeaux. À la suite du découpage territorial de 2014 entré en vigueur à l'occasion des élections départementales de 2015, la commune est transférée du canton de Créon remodelé  dans le nouveau canton de l'Entre-deux-Mers,. Tabanac fait également partie de la Communauté de communes des Portes de l'Entre-Deux-Mers, membre du Pays du Cœur de l'Entre-deux-Mers.

### Liste des maires
| Période                                  | Période       | Identité                | Étiquette | Qualité                      |
| ---------------------------------------- | ------------- | ----------------------- | --------- | ---------------------------- |
| Les données manquantes sont à compléter. |               |                         |           |                              |
| mars 1983                                | novembre 1985 | Raymond Piétri          |           |                              |
| novembre 1985                            | 2008          | Jean Dubourdieu         |           | Artisan                      |
| mars 2008                                | avril 2021    | Jean-François Broustaut | DVG       | Retraité Fonction publique   |
| avril 2021                               | En cours      | Hélène Goga             |           | Retraité éducation nationale |

## Démographie
Les habitants sont appelés les Tabanacais.
L'évolution du nombre d'habitants est connue à travers les recensements de la population effectués dans la commune depuis 1793. Pour les communes de moins de 10 000 habitants, une enquête de recensement portant sur toute la population est réalisée tous les cinq ans, les populations de référence des années intermédiaires étant quant à elles estimées par interpolation ou extrapolation. Pour la commune, le premier recensement exhaustif entrant dans le cadre du nouveau dispositif a été réalisé en 2004.

En 2022, la commune comptait 1 074 habitants, en évolution de −0,74 % par rapport à 2016 (Gironde : +6,91 %, France hors Mayotte : +2,11 %).
| 1793 | 1800 | 1806 | 1821 | 1831 | 1836 | 1841 | 1846 | 1851 |
| ---- | ---- | ---- | ---- | ---- | ---- | ---- | ---- | ---- |
| 712  | 549  | 612  | 627  | 561  | 667  | 650  | 690  | 673  |

| 1856 | 1861 | 1866 | 1872 | 1876 | 1881 | 1886 | 1891 | 1896 |
| ---- | ---- | ---- | ---- | ---- | ---- | ---- | ---- | ---- |
| 680  | 686  | 643  | 649  | 624  | 564  | 566  | 534  | 553  |

| 1901 | 1906 | 1911 | 1921 | 1926 | 1931 | 1936 | 1946 | 1954 |
| ---- | ---- | ---- | ---- | ---- | ---- | ---- | ---- | ---- |
| 571  | 591  | 573  | 554  | 580  | 515  | 483  | 494  | 529  |

| 1962 | 1968 | 1975 | 1982 | 1990 | 1999 | 2004  | 2006  | 2009  |
| ---- | ---- | ---- | ---- | ---- | ---- | ----- | ----- | ----- |
| 536  | 608  | 678  | 811  | 889  | 973  | 1 054 | 1 065 | 1 054 |

| 2014  | 2019  | 2022  | - | - | - | - | - | - |
| ----- | ----- | ----- | - | - | - | - | - | - |
| 1 071 | 1 084 | 1 074 | - | - | - | - | - | - |

## Économie
La commune est située dans l'aire géographique de production du premières-côtes-de-bordeaux (vins blancs secs), du côtes-de-bordeaux-cadillac (vins rouges) et du cadillac (vins blancs liquoreux), appellations d'origine contrôlée du vignoble de l'Entre-deux-Mers. Toute la région produit en outre des rouges, des clairets, des rosés, des blancs secs, doux ou effervescents sous les dénominations bordeaux et bordeaux-supérieur.

## Culture et patrimoine

### Lieux et monuments
La commune est parsemée de maisons nobles des XVIIe et XVIIIe siècles.
- Parmi les plus anciennes, le château Renon (XIXe siècle) occupe l’emplacement d’un très ancien château de Tabanac.
- La tour de Camail, datant probablement du XVIIe siècle, a longtemps porté le nom de « tour du télégraphe », très sûrement du télégraphe Chappe qui permettait la transmission des dépêches sur la ligne Bordeaux - Agen - Toulouse - Narbonne dès 1834.
- L'église Notre-Dame date de 1874 ; elle est entourée d'un petit cimetière. Elle est inscrite à l'Inventaire général du patrimoine culturel[35].
- Une trentaine d'édifices de la commune de Tabanac sont recensés et versés à l'inventaire général du patrimoine culturel dans le cadre d'une étude topographique du canton de Créon réalisée à partir de 1983 par le conseil régional d'Aquitaine[36].

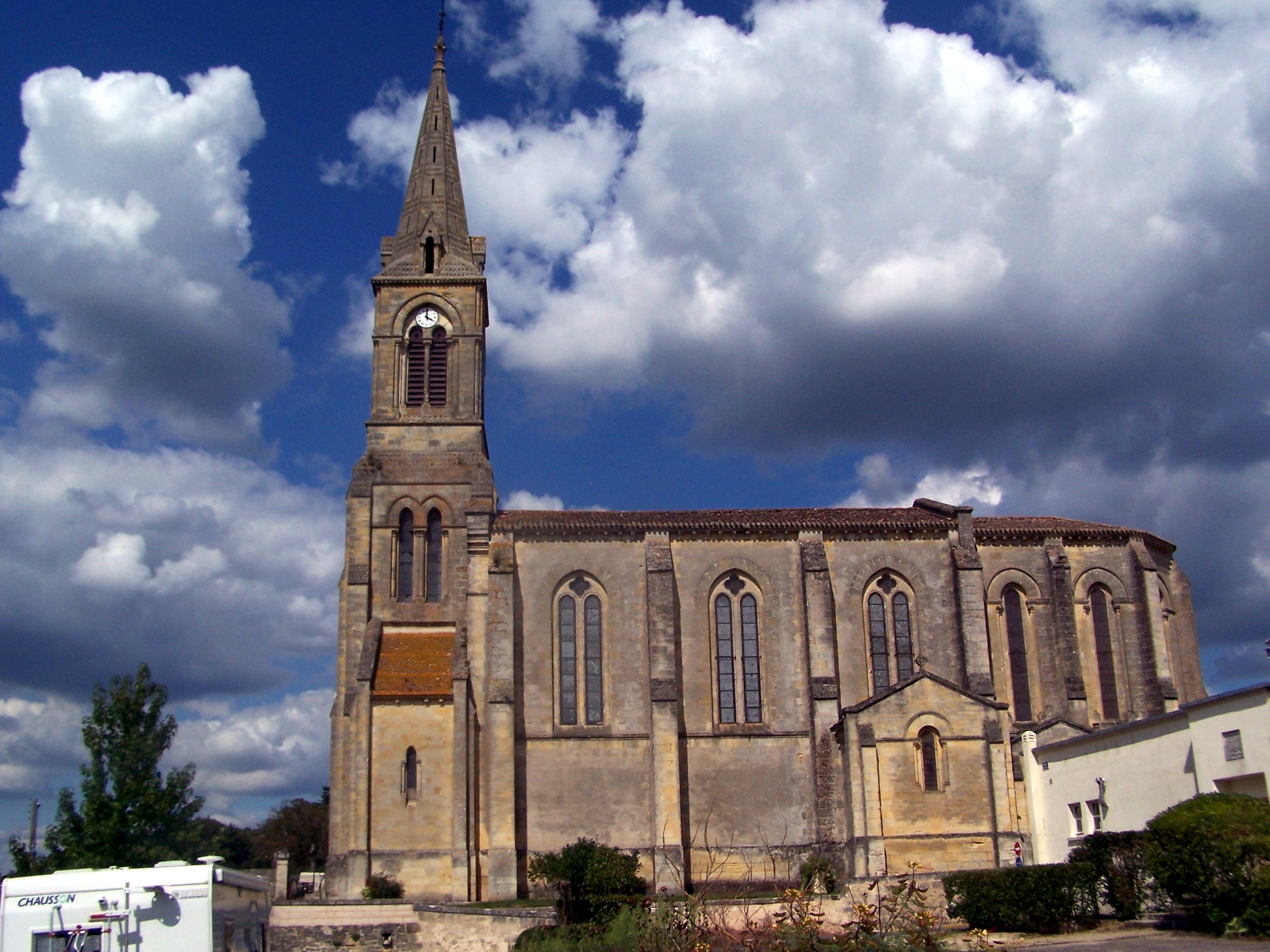
L'église Notre-Dame (août 2015)
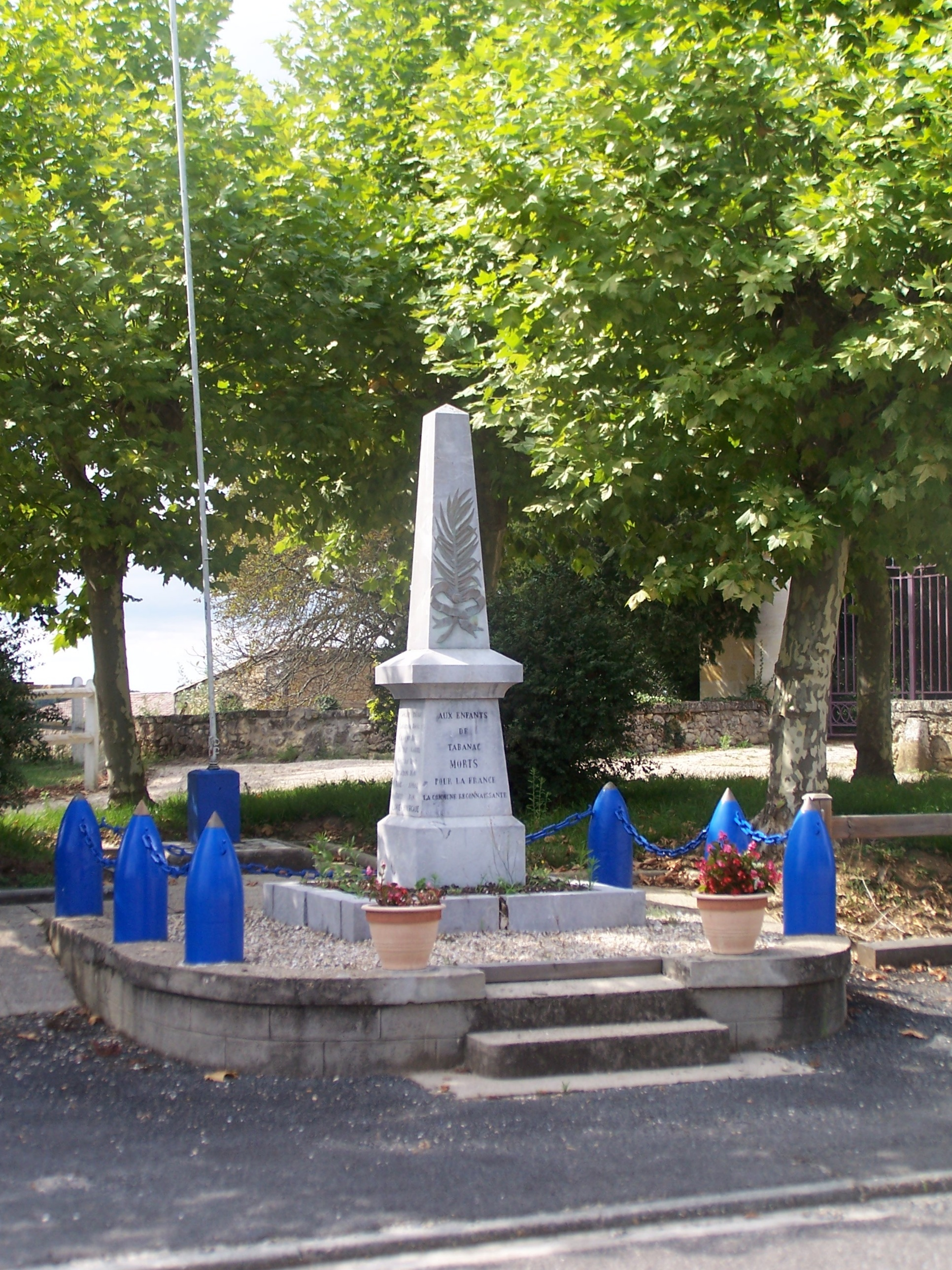
Le monument aux morts (août 2015)

### Personnalités liées à la commune
- Eugène Fichot (1867-1939), ingénieur français.
- Pierre Luccin (1909-2001), écrivain.

## Héraldique
| Blason à dessiner | Blason  | Écartelé: au 1er d'or au taon de sable, au 2e d'azur à l'église lieu d'argent, au 3e d'azur à l'esturgeon d'argent posé en bande, au 4e d'or à la grappe de raisin de gueules, tigée et feuillée de sinople, posée en bande; sur le tout, écartelé aux 1er et 4e d'argent à la croisette de gueules et aux 2e et 3e de gueules au lion d'or. |
| Blason à dessiner | Détails | Le statut officiel du blason reste à déterminer. |